# 高橋明 (医学者)
高橋 明（たかはし あきら、1884年（明治17年）11月5日 - 1972年（昭和47年）3月12日）は、日本の医学者。新潟医科大学（現・新潟大学医学部）および東京帝国大学（現・東京大学）教授・日本医師会会長・学校法人獨協学園理事長などを務めた。泌尿器科学が専門。

## 生涯
1884年11月5日に愛知県渥美郡泉村（現・田原市）に生まれる。旧制第一高等学校を経て京都帝國大学福岡医科大学（現・九州大学医学部）に入学した。1909年11月に同校を卒業し、翌月東京帝国大学（現・東京大学）大学院に入学。皮膚病学会を創設した土肥慶蔵教授に学ぶ。1913年9月に大学院を退学し、ベルリン大学に留学して泌尿器疾患の研究を行なう。さらにロンドンに行きセント・ピーター・ホスピタルで泌尿器科を視察した後、1915年に帰国した。
1916年2月に新潟医学専門学校（現・新潟大学医学部）の教授に就任。1917年5月14日、医学博士の学位を受けた。1922年、同校の改組に伴い新潟医科大学教授となる。1927年、東京帝国大学（現・東京大学）の教授に就く。同校では泌尿器のX線診断、尿路結石、膀胱腫瘍などの研究を行なっている。また、1929年から1942年にかけて日本泌尿器科学会の会長を9回務めた。
1946年に東京逓信病院の院長に就任して1962年まで務めた。1948年に東京大学を退官し、名誉教授となる。また同年日本医師会会長に就く。1957年からは10年間、学校法人獨協学園理事長を務めた。1965年に正三位を、1970年に勲三等を贈られたのち1972年3月12日に心不全で亡くなる。